# Isaac Okoronkwo
Isaac Okoronkwo (* 1. Mai 1978 in Nbene) ist ein ehemaliger nigerianischer Fußballspieler. Der Innenverteidiger und WM-Teilnehmer des Jahres 2002 bestritt einen Großteil seiner Profikarriere im osteuropäischen Fußball; im englischen Fußball war es hingegen nur zu einem einjährigen Intermezzo bei den Wolverhampton Wanderers gekommen.

## Sportlicher Werdegang
Über den Umweg des FC Lagos führte es den jungen Isaac Okoronkwo zum nigerianischen Spitzenklub Julius Berger. Nach weiteren Stationen beim FC Enyimba und Iwuanyanwu Nationale sowie einer kurzen Rückkehr zu dem Klub mit deutschen Wurzeln, sammelte er erste Auslandserfahrungen in Katar, wo er zwischen 1997 und 1998 ein halbes Jahr für den dort beheimateten Verein Al-Rayyan Sport-Club agierte. Die erhoffte Weiterbeschäftigung blieb jedoch aus; Okoronkwo kehrte in seine Heimat zu Iwuanyanwu Nationale zurück, bevor er ein Jahr später einen zweiten Anlauf im Ausland startete. Neues Ziel war Osteuropa, wo er zunächst zwei Jahre für das moldawische Sheriff Tiraspol spielte und ab Sommer 2000 die Abwehr des ukrainischen Spitzenklubs Schachtar Donezk verstärkte. In Donezk konnte sich der Innenverteidiger vermehrt auf internationaler Bühne präsentieren und durch seine Auftritte im UEFA-Pokal und der Champions League sowie der Erfolge im ukrainischen Pokal (2001, 2002) und der ukrainischen Meisterschaft (2002) auch für die nigerianische Nationalmannschaft empfehlen.
Als nach Ablauf der Saison 2002/03 Okoronkwos Vertrag auslief, zeigten sich Klubs der englischen Premier League und der deutschen Bundesliga – dazu zählten Medienberichten zufolge der FC Schalke 04, Borussia Mönchengladbach und mittels Unterstützung seines Freundes und Nationalmannschaftskollegen Jay-Jay Okocha auch die Bolton Wanderers – an einer Verpflichtung interessiert. Etwas überraschend unterschrieb der WM-Teilnehmer des Jahres 2002 dann lediglich einen Einjahresvertrag beim Premier-League-Aufsteiger Wolverhampton Wanderers. Im englischen Fußball fand sich der Neuzugang jedoch nie zurecht, blieb über Monate hinweg fernab der ersten Elf – oder gar der Ersatzbank – und kam erst zum Saisonende, als der Abstieg bereits nahezu festgestanden hatte, zu seinen einzigen sieben Erstligaeinsätzen. Nach Ende der Spielzeit erhielt Okoronkwo keinen neuen Vertrag und so schloss er sich Alanija Wladikawkas im Südwesten Russlands an. Finanzielle Probleme machten dort kurze Zeit später eine Weiterbeschäftigung unmöglich und Okoronkwo zog im Jahr 2006 in die Hauptstadt weiter. Beim FK Moskau wurde er auf Anhieb ein wichtiger Spieler – am Ende der ersten Saison wählten ihn die Anhänger zusammen mit Héctor Bracamonte zum besten Vereinsspieler der vergangenen Saison. Nach dem Ende der Spielzeit 2009 wurde aufgrund der möglichen neuen Ausländerbeschränkung im russischen Fußball eine Vertragsverlängerung des Nigerianers in Frage gestellt. In der Folge wechselte er zu Beginn des Jahres 2010 zum Ligakonkurrenten FK Rostow. Dort gehörte er zunächst zum Stamm der Mannschaft. In der Saison 2012/13 kam er nur noch selten zum Zuge und beendete im Sommer 2013 seine Karriere.

## Nigerianische Nationalmannschaft
Okoronkwo debütierte im Jahr 2001 für die nigerianische A-Nationalmannschaft, nachdem er bereits im vorangegangenen Jahr für die Olympiaauswahl in Sydney gespielt hatte. In den folgenden Jahren war er 2002 und 2004 jeweils im Kader der „Super Eagles“ für die Afrikameisterschaft und bestritt auch alle Spiele seines Teams bei der WM 2002, die jedoch bereits in der Gruppenphase endeten. Sein Partner in der zentralen Abwehr war dabei lange Zeit Joseph Yobo. Nach dem Trainerwechsel von Berti Vogts zu Shaibu Amodu im Frühjahr 2008 endete Okoronkwos Nationalmannschaftskarriere.

## Erfolge
- Ukrainischer Meister: 2002
- Ukrainischer Pokalsieger: 2001, 2002
- Moldawischer Pokal: 1999